# Джандосов, Ураз Кикимович
Ораз Кыйкымович Жандосов (каз. Ораз Қыйқымұлы Жандосов; 20 февраля 1899, станица Любавинская, Верненский уезд, Семиреченская область, Туркестанский край, Российская империя — 2 марта 1938, Алма-Ата, СССР) — советский партийный и государственный деятель Казахстана и Средней Азии. Народный комиссар просвещения Казахской ССР. Член Коммунистической партии с 1918 года.
Ораз Жандосов считается одним из основоположников национального строительства советского Казахстана, оказавшим заметное влияние на содержание и динамику созидательных процессов в сфере народного образования и национальной казахской культуры.

## Биография

### Участие в становлении советского Туркестана
Родился в семье шаруа (крестьян) в станице Любавинская Верненского уезда Семиреченской области (ныне — Алматинская область Казахстана). Происходит из рода Шапырашты Старшего жуза.
В 1908—1918 годах обучался в Верненской мужской гимназии. В 1917 году сотрудничал с сатирической газетой «Садак», которую издавал Объединённый союз мусульманских рабочих, а также организовал просветительский кружок учащейся (главным образом казахской) молодежи г. Верного. В день получения аттестата зрелости вступил в 1-й Семиреченский социалистический красногвардейский полк санитаром. Был участником подавления белоказачьего мятежа (апрель — май 1918 года). Затем получил должность инструктора Верненского уездногородского совета депутатов и по заданию штаба Семиреченского (Северного) фронта вёл работу в тылу противника.
13 ноября 1918 года вступил в РКП(б). Являлся делегатом 1-го и 2-го Семиреченского областного съездов советов, а до вступления в РКП(б) — делегатом 2-го и 6-го Всероссийских съездов. С ноября 1918 по август 1919 года заведовал областным отделом по национальным делам, с июня 1919 года по ноябрь 1920 года был председателем Мусбюро РКП(б) на правах отдела Семиреченского обкома партии. В то же время в первой половине 1920 года заведовал политотделом 3-й Туркестанской дивизии и входил в состав Семиреченского облревкома. Возглавлял делегацию Семиречья на 1-й Всеказахстанской партийно-советской конференции в Актюбинске в январе 1920 года. В связи с ликвидацией Семиреченского фронта руководил работой по привлечению бывших солдат алашских формирований в Красную Армию, координировал действия советских военных и гражданских властей по возвращению на прежние места казахского населения, угнанного атаманом Б. Анненковым к границам Китая.
Во время подавления мятежа в Верненской крепости в июне 1920 года по заданию Д. А. Фурманова командовал войсковыми подразделениями в уездах области. В 1920—1922 годах работал в Семиреченской области председателем областного ревкома, председателем облисполкома, заведующим отделом по национальным делам облисполкома. Являлся членом Семиреченского обкома Компартии Туркестана, исполбюро обкома Компартии, одним из инициаторов создания союза «Кошчи» Туркестана, в котором он был председателем обкома, а затем председателем ЦК.
С 5-го съезда Компартии Туркестана, прошедшего в сентябре 1920 года, Ураз Джандосов являлся членом ЦК Компартии республики. Был также делегатом 6-8 съездов Компартии Туркестана и делегатом 12-го съезда РКП(б) в 1923 году. Работал заведующим отделом агитации и пропаганды ЦК Компартии Туркестана. В 1923—1924 годах обучался в Москве на экономическом факультете Сельскохозяйственной академии имени Тимирязева, затем был отозван на партийную работу.

### Участие в национальном строительстве советского Казахстана
С октября 1924 по апрель 1925 года Ураз Джандосов руководил экспедицией в Сыр-Дарьинскую и Джетысуйскую губернии по изучению новых процессов по социальному переустройству аула. По результатам экспедиции был сделан вывод о необходимости большей адаптированности системы Советов к казахским условиям. В частности, согласно составленному прогнозу, пастбищно-скотоводческое хозяйство, определяющее органическую структуру аула, должно было еще долго оставаться основой агрономической отрасли республики. Джандосов изложил данные выводы в качестве делегата 14-го съезда ВКП(б) и 5-й Казахстанской конференции РКП(б) в 1925 году. В качестве первоочередной задачи он выдвигал землеустройство местного населения, при этом занимая жесткую позицию в вопросе о переделе ценных сельскохозяйственных угодий и конфискации скота у крупных «нетрудовых землепользователей».
После присоединения к Казахской АССР казахских регионов Туркестанской республики Джандосов возглавил агитационно-пропагандистский отдел Казкрайкома РКП(б).
Позднее был избран кандидатом в члены бюро, а затем членом бюро и Секретариата Казкрайкома партии. В 1927 году Джандосов становится делегатом 6-й Казахстанской конференции ВКП(б).
С ноября 1927 по июнь 1929 года занимал пост наркома просвещения республики. При его участии проходила организация первых вузов Казахстана. Являлся первым директором Казахского сельскохозяйственного института, первым директором Государственной публичной библиотеки Казахстана (1931—1932). Также во 2-й половине 1920-х — начале 1930-х преподавал в Казахском государственном университете, работал по совместительству редактором республиканской газеты «Енбекши казах», председателем правления Общества изучения Казахстана, заведующим республиканской Книжной палатой, председателем Гидрометбюро, председателем Краевого бюро секций научных работников.
С января по март 1933 года возглавлял комиссию по организации откочевки голодающего населения Сарысуского района, их обустройства и снабжения продовольствием в долине Таласа. С августа 1933 по декабрь 1934 года был секретарем Кегенского райкома ВКП (б), с января 1935 по июнь 1937 — председателем Алма-Атинского облисполкома. В июле 1937 и вплоть до дня ареста руководил рабфаком в ауле Каракемер (Алма-Атинская обл.). Был делегатом Чрезвычайного 8-го съезда Советов СССР (ноябрь-декабрь 1936 года) и 1-го съезда Компартии Казахстана (июнь 1937 года), 2-го и 6-го Всероссийских съездов.
В разные годы являлся членом ЦИК Советов Туркестанской АССР, ВЦИК, КазЦИК, Совета национальностей ЦИК СССР.

### Арест и гибель
В 1937 году Ураза Джандосова сняли с занимаемой должности и исключили из партии. 13 октября того же года Джандосова арестовали по обвинению в принадлежности к антисоветской организации. Приговором Военной коллегии Верховного Суда СССР 2 марта 1938 года осуждён по 58-2, 58-7, 58-8, 58-11 УК РСФСР к ВМН и в тот же день расстрелян.
Определением Военной коллегии Верховного Суда СССР от 8 июня 1957 года посмертно реабилитирован.

## Семья
Жена — Фатима Аскаровна Джандосова (Сутюшева) (1901—1973). Pодилась в 1901 году в Ташкенте в семье татарского коммерсанта, окончила Ташкентскую женскую гимназию. Затем проживала в Восточно-Казахстанской области, а также в городе Алма-Ата. Познакомилась с Уразом Джандосовым и вышла за него замуж в 1920 году. Арестована 15 апреля 1938 году, позже реабилитирована.
- Сын — Джандосов Эдге Уразович (1922—1953) погиб в производственной аварии. Жена — Давлетбаева Клара Фарраховна.
  - Джандосова Гульнар Эдгеевна (1951 г.р.) — дочь Эдге Уразовича.
  - Джандосов Адехам Эдгеевич (1953 г.р.) — сын Эдге Уразовича.
- Сын — Санджар Уразович Джандосов (1930—1992) — секретарь Алма-Атинского горкома партии, министр труда, директор НИИЭ при Госплане КазССР, погиб в автокатастрофе в 1992 г. Жена Санджара — Ильфа Ильясовна Джансугурова (дочь Ильяса Джансугурова и Фатимы Габитовой)[5]
  - Ажар Санджаровна Жандосова (жена Еркина Калиева) — дочь Санджара Уразовича и Ильфы Ильясовны, архитектор-урбанист, общественный деятель
  - Дина Санджаровна Джандосова-Алдабергенова — дочь Санджара Уразовича и Ильфы Ильясовны, музыкант-бард.
  - Жанар Санджаровна Джандосова — дочь Санджара Уразовича и Ильфы Ильясовны.
  - Фатима Санджаровна Джандосова — дочь Санджара Уразовича и Ильфы Ильясовны.
  - Кенен Санджарович Джандосов — сын Санджара Уразовича и Ильфы Ильясовны.
- Сын — Джандосов Али (Анри) Уразович (1935 - 2023) — историк, специалист по истории Казахстана 1920 −1930-х годов. Был женат на известной в Казахстане историке-востоковеде, медиевисте Клавдии Антоновне Пищулиной (1934-2021). Они прожили в браке 62 года.
  - Джандосов, Ураз Алиевич (26 октября 1961 г.) — казахстанский экономист и политический деятель Казахстана.
  - Джандосова Заринэ Алиевна (родилась в Алма-Ате в 1963 г., живёт и работает в Санкт-Петербурге. Востоковед, поэт, переводчик) — старшая дочь Али (Анри) Джандосова и Клавдии Антоновны Пищулиной.[9] У Заринэ Джандосовой четверо детей.[9]
    - Джандосова Лааль Алиевна (родилась в Алма-Ате в 1967 г.  Преподаватель английского языка, художник, писатель) — младшая дочь Али (Анри) Джандосова и Клавдии Антоновны Пищулиной. Двое детей.

## Память
- в Алма-Ате его именем названа улица Джандосова, одна из важнейших магистралей города;
- в начале улицы Джандосова размещена памятная табличка о том, в честь кого названа улица;
- на пересечении с проспектом Гагарина установлен памятник;
- в Алма-Ате в сквере ниже КБТУ на Аллее выдающихся деятелей установлен бюст Джандосова на постаменте.
- в Алма-Ате его имя носит коммунальное государственное учреждение «Гимназия № 105».
- поселок имени Ораза Жандосова, расположенный в 30 км от г. Алматы.

В Шымкенте его именем названа школа № 30 им. Ораза Джандосова.
В Жамбылская область, Шуский район, Село Шокпар названа школа им. Ораза Джандосова.
В Алматинскую область, Райымбекский район, село Нарынкол названа школа им. Ораза Жандосова.